# Tommy Robertson
Thomas „Tommy“ Robertson (* 17. Oktober 1876 in Fauldhouse; † 13. August 1941 in Harthill) war ein schottischer Fußballspieler. Der Linksaußen gewann im Jahr 1897 mit Heart of Midlothian die schottische sowie mit dem FC Liverpool im Jahr 1901 die englische Meisterschaft.

## Sportlicher Werdegang
Robertsons Profikarriere begann durch einen glücklichen Umstand, nachdem er zur Mitte der 1890er-Jahre für kleinere Klubs in seiner Region gespielt hatte. Als die zweite Mannschaft von Heart of Midlothian zu einem Pokalspiel in Fauldhouse antrat und nicht genügend Spieler aufbieten konnte, fiel die Wahl auf den unter den Zuschauern befindliche Robertson. Dieser konnte sich auf Anhieb mit einer guten Leistung derart empfehlen, dass er von den „Hearts“ verpflichtet wurde und er dort sofort den Weg in die erste Mannschaft fand. Er gehörte zum Team, das im Jahr 1897 die schottische Meisterschaft gewann. Nach insgesamt 29 Pflichtspielen zog es ihn Ende März 1898 weiter nach England zum FC Liverpool für eine Ablösesumme von 175 Pfund. Kurz vor dem Wechsel hatte er sein erstes und einziges A-Länderspiel als Rechtsaußen für Schottland gegen Irland bestritten und zum 3:0-Sieg einen Treffer beigesteuert.
Mit ihm zog es auch John Walker von Edinburgh nach Liverpool. Roberton schoss bereits bei seinem Debüt gegen Sheffield Wednesday ein Tor und während er in den nächsten zwei vollständigen Spielzeiten 1898/99 und 1899/1900 nur eine einzige Partie verpasste, gelangen ihm 16 dabei Ligatreffer, was für einen Spieler in einer nicht-zentralen Offensivposition zu der Zeit eine außerordentlich gute Quote darstellte. Als der FC Liverpool in der Saison 1900/01 die erste englische Meisterschaft in seiner Vereinsgeschichte gewann, war Robertson erneut „dauerpräsent“ und trug neun Tore zum Ligatitel bei. Herausgestellt wurde bei seinen Darbietungen neben der Schnelligkeit eine besondere Cleverness in der Ballbehandlung. Da neben ihm ein weiterer Tom Robertson als Abwehrspieler in Liverpools Mannschaft stand, wurde der Linksaußen zunehmend als „Tommy“ Robertson bezeichnet. In der folgenden Spielzeit 1901/02 blieb er zunächst mit 25 Pflichtspieleinsätzen und sechs Toren fester Bestandteil der Mannschaft, fiel dann in der Hackordnung jedoch hinter Jack Cox zurück. Dieser hatte sich als Flügelspieler bereits in die englische Nationalmannschaft hochgearbeitet. Da man Robertson gelegentlich nachgesagt hatte, dass das „gewisse Extra“ in seinem Spiel fehlte (vor allem sein vergleichsweise schwacher Schuss war Gegenstand von Kritik), wurde er schließlich von Cox verdrängt. So kehrte Roberson Ende Mai 1902 in die schottische Heimat zu seinem Ex-Klub Heart of Midlothian zurück.
Sein Verbleib in Edinburgh blieb nur von kurzer Dauer und über den Umweg FC Dundee schloss sich Robertson erneut in England im Mai 1903 dem Zweitligisten Manchester United an. Auch dort absolvierte er gerade einmal drei Ligapartien, bevor er noch im selben Jahr entlassen wurde, nachdem er betrunken zum Training erschienen war. Ein weiteres Mal zog es ihn nach Schottland zurück, wo er beim FC Bathgate und dem FC St. Bernard’s die aktive Karriere ausklingen ließ. Im August 1941 verstarb Robertson in seiner schottischen Heimat im Alter von 64 Jahren.

## Titel/Auszeichnungen
- Englischer Fußballmeister (1): 1901
- Schottischer Fußballmeister (1): 1897